# Maisan
Maisan (in croato: Majsan), già San Massimo al tempo dei Veneziani, è un isolotto disabitato della Dalmazia meridionale, in Croazia, che fa parte dell'arcipelago di Curzola (Korčulansko otočje). Amministrativamente appartiene al comune della città di Curzola, nella regione raguseo-narentana.

## Geografia
Maisan è situato circa 1,6 km a est-nord-est di Badia e 1,5 km a sud della cittadina di Sabbioncello (Orebić) (sull'omonima penisola) e della baia di Trestenico (zaljev Trstenica). Le acque sono quelle del canale di Sabbioncello (Pelješki kanal) che divide la penisola omonima dall'isola di Curzola. L'isolotto ha una superficie di 0,153 km² e uno sviluppo costiero di 1,74 km, la sua altezza è di 35,5 m.
Intorno a Maisan sono presenti degli scogli:
- Due Stuppa[5][6][11], scogli Stupe[7][8], Stupa[12] o Stoppa[13], a nord di Maisan, circondati da piccoli scogli:
  - Stuppa Grande[14] (Stupa Vela), il maggiore, ha una superficie di 0,016 km²[1] e la costa lunga 0,5 km[1]; sullo scoglio è sistemato un fanale su torretta[15] 42°57′48″N 17°11′12″E.
  - Stuppa Piccolo[14] (Stupa Mala), ha un'area di 6038 m²[9] e la costa lunga 340 m[1] 42°57′47″N 17°11′28″E.
- Kamenich[12] (hrid Majsanić), piccolo scoglio 75 m[2] circa a nord-est di Maisan; ha un'area di 3566 m²[9] 42°57′39″N 17°11′41″E.
- Nudo[3][5][6][16] o Goljak[12] (Gojac o Gojak), piccolo isolotto disabitato 390 m[2] a est di Maisan con una superficie di 0,04 km²[1] e la costa lunga 0,83 km[1] 42°57′25″N 17°12′04″E.
- Due Sorelle (Sestrice) a est-nord-est.

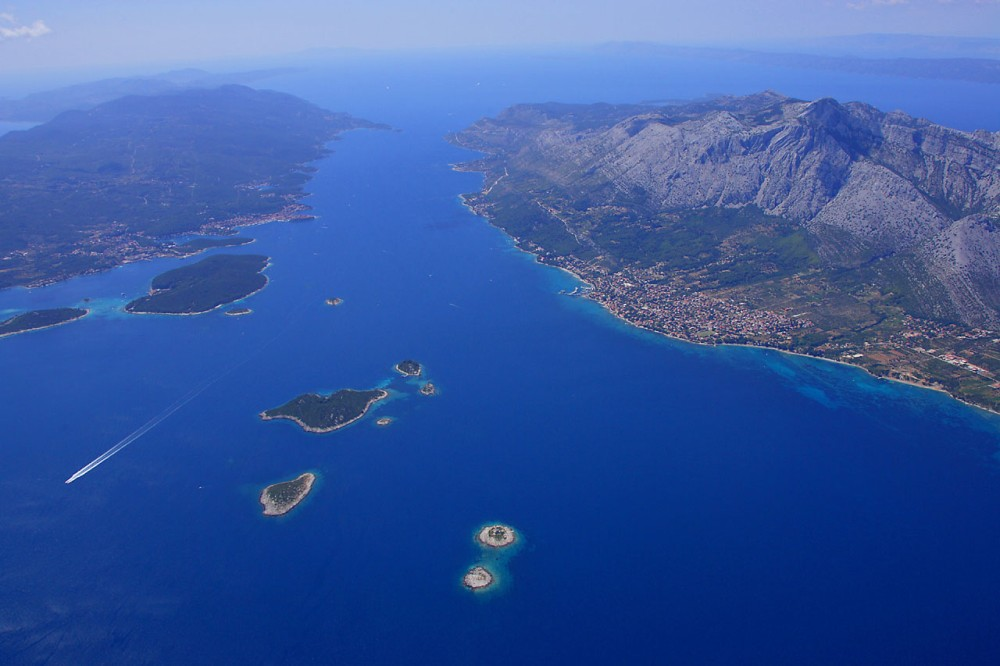
Il canale di Sabbioncello con Maisan al centro e le due Sorelle in primo piano.

## Storia
Scavi archeologici testimoniano che l'isola era abitata in epoca preistorica, romana e nel Medioevo. Una chiesa paleocristiana presente su Maisan, fu il primo centro cristiano di Curzola.
Nell'anno Mille sostò qui la flotta di Pietro II Orseolo dopo aver sbaragliato la flotta dei pirati narentani, data commemorata dalla festa della Sensa.

### Cartografia
- (HR) Mappa topografica della Croazia 1:25000, su preglednik.arkod.hr. URL consultato il 16 febbraio 2017.
- Carta di cabottaggio del mare Adriatico, foglio XI, Milano, Istituto geografico militare, 1822-1824. URL consultato il 16 febbraio 2017 (archiviato dall'url originale il 17 dicembre 2021).
- G. Giani, Carta prospettiva delle Comuni censuarie della Dalmazia, foglio 9, 1839. Fondo Miscellanea cartografica catastale, Archivio di Stato di Trieste.